# David McCann
David McCann (Belfast, 17 de març de 1973) és un ciclista irlandès, professional des del 2001 fins al 2013. Ha militat en diferents equips asiàtics, guanyant nombroses curses de l'UCI Àsia Tour.
Ha guanyat diferents cops els campionats nacionals tant en ruta com en contrarellotge.

## Palmarès
- 1996
  - 1r al Tour de l'Ulster
- 2000
  -  Campió d'Irlanda en ruta
  - Vencedor d'una etapa al FBD Insurance Rás
- 2001
  -  Campió d'Irlanda en ruta
  -  Campió d'Irlanda en contrarellotge
  - 1r a la Volta a Hokkaidō i vencedor de 3 etapes
  - Vencedor d'una etapa al FBD Insurance Rás
- 2002
  -  Campió d'Irlanda en contrarellotge
- 2004
  -  Campió d'Irlanda en contrarellotge
  - 1r al FBD Insurance Rás i vencedor de 2 etapes
  - Vencedor de 2 etapes al Tour de Corea
- 2005
  -  Campió d'Irlanda en contrarellotge
  - 1r al Tour de l'Ulster i vencedor d'una etapa
  - 1r al Tour de Corea i vencedor d'una etapa
  - 1r al Milad De Nour Tour i vencedor d'una etapa
  - Vencedor d'una etapa al Herald Sun Tour
  - Vencedor d'una etapa al Tour de l'Azerbaidjan
  - Vencedor d'una etapa a la Volta a Indonèsia
- 2006
  -  Campió d'Irlanda en ruta
  - 1r a la Volta a Indonèsia
  - Vencedor de 2 etapes al Tour de Tailàndia
  - Vencedor d'una etapa a la Volta al llac Qinghai
- 2008
  - 1r al Tour de l'Ulster i vencedor d'una etapa
  - Vencedor d'una etapa al Tour de Corea-Japó
- 2009
  -  Campió d'Irlanda en contrarellotge
- 2010
  -  Campió d'Irlanda en contrarellotge
  - 1r al Tour de Taiwan i vencedor d'una etapa
  - 1r al Tour de les Filipines i vencedor de 2 etapes
  - 1r a la Melaka Governor Cup i vencedor d'una etapa
  - 1r a la Jelajah Malaysia
  - Vencedor d'una etapa al Tour de Tailàndia
- 2011
  - Vencedor d'una etapa al Tour de l'Ulster
  - Vencedor d'una etapa a l'An Post Rás